# ケーニグセグ
ケーニグセグ・オートモーティブ（Koenigsegg Automotive AB ）は、1994年にスウェーデン南部、エンゲルホルムに設立されたスーパーカー・ハイパーカーメーカーである。

## 概要

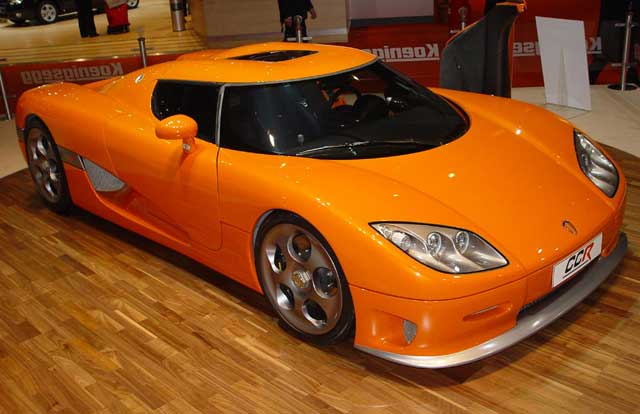
CCR

1994年、1971年生まれの実業家であり当時22歳のクリスティアン・フォン・ケーニグセグによって、世界最高のスーパースポーツカーを生み出すために設立された。
2005年に発売されたスーパーカー、CCRの公称最高時速はイタリアのナルド・サーキットにおいて395km/h（806馬力　0~100km/h加速3.2秒）と、市販車でのギネス世界記録を樹立したが、この記録は2007年アメリカのスーパーカー、SSC・エアロが出した最高時速414.3kmによって更新された。CCRの新車車両本体価格は385,000€であった。
アゲーラ以降はエンジンも独自に設計開発されたものを使っており、この点がパガーニ・アウトモビリやグンペルト・アポロなどと異なる。
なお、2014年3月にジュネーヴショーにて発表された「One:1」は最高時速440kmを記録し、世界最速の公道仕様車となる。

## アイコン
ケーニグセグ社のモデルには特徴的なアイコンが存在する。
一つ目がエンブレムである。ケーニグセグのエンブレムは、同家の紋章（家紋）から着想を得たものである。
二つ目が「CC PROTOTYPE」から採用されている「ディヘドラル・シンクロ・ヘリックス・アクチュエーション・ドア」と呼ばれているユニークなドアで、ドアが回転して後端が上昇、ドア前端が下降するとともに外側に開くようになっていて、狭いスペースでも乗降できるようになっている。ランボルギーニの「シザードア」のように、一目でケーニグセグ社の車だと分かる。
三つ目が「スピリット・オブ・パフォーマンス」と呼ばれるオバケのマスコットで、エンジンボンネットに描かれている。

## サーブ買収の試み
2009年6月、GMが経営再建のため傘下の自動車メーカーであるサーブをケーニグセグに売却する計画が発表され、同年8月18日付けで正式契約された。この買収にかかる資金調達のため、スウェーデン政府へ追加融資を要請した。また、ケーニグセグが中国の北京汽車からの出資（株式の譲渡）を受け入れることも明らかとなった。
だが2010年には資金不足により白紙化され、サーブのブランド権はスパイカー・カーズに売却された。

## 車種一覧

### 生産中の車種
生産中（または開始予定）の車種で、売り切れとなったものを含む。
- ジェスコ（Jesko）
  - ジェスコ・アブソリュート（Jesko Absolut）
- ジェメラ（Gemera）

### 生産が終了した車種
- CC（プロトタイプ）
- CC8S
- CCR
  - CCGT（レーシングカー）
- CCX
  - CCX Edition
  - CCXR
  - CCXR Edition
  - CCXR Special Edition
  - Trevita
- Quant（コンセプトカー）
- Agera
  - R
  - S
  - One:1
  - RS
  - RSR
  - One of 1
- Regera

### 一覧表
| 画像 |  | 車種名                                    | 生産年          | 生産台数 | 最高速度 (km/h) | 加速 (0 - 100 km/h) | 備考                                                            | 公式サイト (jp) |
| ---- |  | ----------------------------------------- | --------------- | -------- | --------------- | ------------------- | --------------------------------------------------------------- | --------------- |
|      |  | CC                                        | 1996年          | 1台      |                 |                     | プロトタイプ                                                    |                 |
|      |  | CC8S                                      | 2002年 - 2004年 | 6台      | 387km/h         | 3.5 秒以下          | 生産のうち2台は右ハンドル仕様。                                 |                 |
|      |  | CCR                                       | 2004年 - 2006年 | 14台     | 395+km/h        | 3.2 秒              |                                                                 |                 |
|      |  | CCGT                                      | 2007年          | 1台      |                 |                     | FIA GT選手権のために制作 レーシングカー（GT1マシン）            |                 |
|      |  | CCX                                       | 2006年 - 2010年 | 29台     | 395+km/h        | 3.2 秒              |                                                                 |                 |
|      |  | CCXR                                      | 2007年 - 2010年 | 8台      | 400+km/h*       | 3.1 秒              | 最高速度は推定値。                                              |                 |
|      |  | CCXR Special Edition                      | 2007年          | 2台      | 400+km/h*       | 2.9 秒              | 最高速度はリアウイングなしの測定値。                            |                 |
|      |  | CCX Edition                               | 2008年          | 2台      | 400+km/h*       | 3.0 秒              | 最高速度はリアウイングなしの測定値。                            |                 |
|      |  | CCXR Edition                              | 2008年          | 4台      | 400+km/h*       | 3.0 秒              | 最高速度はリアウイングなしの測定値。                            |                 |
|      |  | Quant （クアント）                        | 2009年          | 1台      |                 |                     | コンセプトカー                                                  |                 |
|      |  | CCXR Trevita （トレヴィータ）             | 2009年 - 2010年 | 2台      | 410+            | 2.9 秒              |                                                                 |                 |
|      |  | Agera （アゲーラ）                        | 2010年 - 2013年 | 7台      | 420km/h         | 3.0 秒              |                                                                 |                 |
|      |  | Agera R （アゲーラR）                     | 2011年 - 2014年 | 18台     | 430km/h         | 2.8 秒              |                                                                 |                 |
|      |  | Agera S （アゲーラS）                     | 2012年 - 2014年 | 5台      | 430km/h         | 2.9 秒              | 生産100台目を記念した「S Hundra」モデルが存在する。             |                 |
|      |  | One:1                                     | 2014年          | 6台      | 440km/h*        | 2.8 秒              | 最高速度は推定値。パワーウェイトレシオが1のためこの名が付いた。 |                 |
|      |  | Agera RS （アゲーラRS）                   | 2015年 - 2018年 | 25台     | 457km/h         | 2.9 秒              | アメリカ第一号車は「Agera XS」と命名されている。                |                 |
|      |  | Agera RSR （アゲーラRSR）                 | 2016年          | 3台      |                 |                     | Agera RSをベースにした限定車。日本でのみ発売。                  |                 |
|      |  | Regera （レゲーラ）                       | 2015年 - 2022年 | 85台     | 402km/h*        | 2.8 秒              | 最高速度は推定値。                                              |                 |
|      |  | Agera One of 1                            | 2016年          | 3台      | 402km/h*        | 2.5 秒*             | データはどちらも推定値。                                        |                 |
|      |  | Jesko（ジェスコ）                         | 2020年 -        | 125台    | 441km/h*        | 2.6秒               | 正確な最高速度は不明。                                          |                 |
|      |  | JESKO ABUSOLUT（ジェスコ アブソリュート） | 2020年 -        | 125台    | 496km/h         | 2.6秒               | 正確な最高速度は不明。既に完売している。                        |                 |
|      |  | Gemera（ジェメラ）                        | 2024年 -        | 300台    | 400km/h         | 1.9秒               | ケーニグセグ初の4シーターメガGT。                               |                 |

## 日本での販売
2005年3月に設立されたケーニグセグ・ジャパン（東京都港区）が正規輸入販売を行っていた。しかし2008年に発生した世界的な金融危機を受け、事業見直しの結果日本からの撤退が決定した。
2014年6月にCEOのクリスティアン・フォン・ケーニグセグが来日。アジア・中東の顧客の増加と日本での景気回復を受け、日本への再進出を検討し始めたことをインタビューで明かした。そして2016年9月5日に日本法人の発足が正式に発表された
2020年12月13日、販売強化のため再編されケーニグセグ・ビンゴスポーツ（Koenigsegg Bingo Sports）となった。